# Reinhard von Gemmingen (1859–1909)

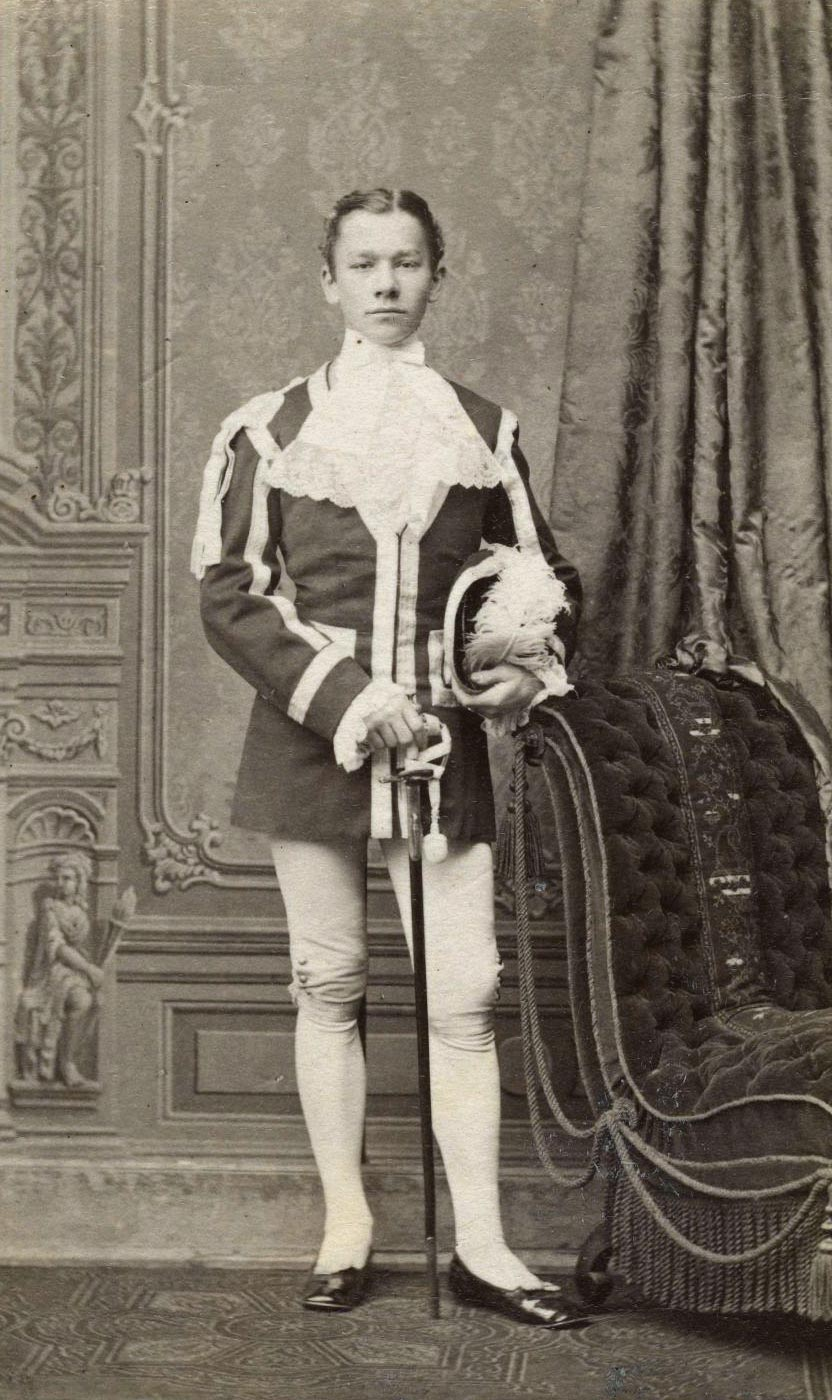
Reinhard von Gemmingen um 1880

Reinhard Karl Wilhelm Dietrich von Gemmingen (* 27. Dezember 1859 auf Stettenfels; † 4. November 1909 in Illenau) war ein württembergischer Oberst.

## Leben
Er entstammte dem 2. Unterzweig (Stuttgart) der Fürfelder Linie der Freiherren von Gemmingen-Guttenberg und war ein Sohn des württembergischen Forstbeamten Ernst Franz Karl von Gemmingen (1816–1876) und der Pauline von der Osten (1830–1915). Er wurde zunächst durch Hauslehrer erzogen und besuchte nach der Versetzung des Vaters die Lateinschule und ab 1871 die Oberrealschule in Kirchheim unter Teck.
1873 trat er in die Tertia des Kadettenhauses in Oranienstein ein, 1874 in die Secunda des Kadettenkorps in Berlin. Nach der Portepeefähnrichsprüfung 1876 wurde er in die Selekta des Kadettenkorps aufgenommen. 1876/77 war er Page am königlich-preußischen Hof in Berlin. Nach seinem Offiziersexamen trat er als Sekondeleutnant in das Grenadier-Regiment „Königin Olga“ (1. Württembergisches) Nr. 119 der Württembergischen Armee ein. Von März 1879 bis 1881 war er Adjutant beim Bezirkskommando Reutlingen. In dieser Zeit wurde er zum Premierleutnant befördert. Von Mai 1882 bis November 1886 war er Adjutant des II. Bataillons seines Regiments. 1892/93 war er Adjutant der 51. Infanterie-Brigade (1. Königlich Württembergische). 1893 wurde er zum Hauptmann befördert und zum Kompaniechef seines Regiments ernannt. 1894 folgte seine Kommandierung nach Preußen zum Stamm des Lehr-Infanterie-Bataillons nach Potsdam. Seine Militärlaufbahn beendete er am 21. Juni 1906 als Oberst.

## Auszeichnungen
- Königlich Württembergische Silberne Jubiläumsmedaille
- Kaiserlich Russischen Sankt-Stanislaus-Orden III. Klasse

(für die Auszeichnungen wurden nur Quellen bis 1895 ausgewertet)

## Familie
Er war ab 1898 verheiratet mit Hildegard Capler von Oedheim genannt Bautz (1867–1905), einer Tochter von Heinrich Capler von Oedheim genannt Bautz. Sein Bruder Max von Gemmingen (1868–1949) schlug eine nahezu gleich verlaufende Militärlaufbahn ein und hat mit Gertrud (1872–1962) eine weitere Capler-Tochter geheiratet.
Nachkommen:
- Wilhelm Wolf Dietrich von Gemmingen (1899–1975) ⚭ Marga Dübbers (1898–1962)